# Malchow (Mecklembourg)
Pour les articles homonymes, voir Malchow.
Malchow est une ville d'Allemagne située dans l'arrondissement du Plateau des lacs mecklembourgeois, dans le Land de Mecklembourg-Poméranie-Occidentale.

## Géographie
Malchow se situe au bord du lac de Malchow (de), dans la région du plateau des lacs mecklembourgeois (Mecklenburgische Seenplatte).

## Histoire
Malchow fut mentionnée pour la première fois dans un document officiel en 1147. La commune a obtenu le statut de ville le 14 mars 1235. 
En 1938, durant la période du Troisième Reich, une usine de munitions du groupe Dynamit Nobel y fut érigée. Pendant la Seconde Guerre mondiale, des centaines de prisonniers de guerre et de travailleurs forcés y furent employés. En 1943, on construisit dans la commune une annexe du camp de concentration de Ravensbrück dans laquelle des centaines de femmes durent travailler dans des conditions effroyables. En mai 1945, le camp fut libéré et la ville occupée par l'Armée rouge.

## Personnalités liées à la ville
- Dietrich von Müller (1891-1961), général né à Malchow.
- Henning Schleiff (1937-), homme politique né à Malchow.

## Jumelages
Malchow est jumelé avec les villes suivantes:
- Quickborn (Allemagne) depuis le 8 septembre 1990[2]
- Moormerland (Allemagne)
- Langballig (Allemagne)
- Boxholm (Suède)
- Uckfield (Angleterre)
- Arques-la-Bataille (France)

En outre, elle maintient des relations amicales, sans contrat officiel, avec
- Gniewino (Pologne)

## À voir
- musée mecklembourgeois d'orgues
- musée de la République démocratique allemande
- musée historique
- parc (Blütengarten)